# Тазриа
Недельная глава «Тазриа» (др.-евр. תַזְרִיעַ‬ — «Если женщина зачнет…») — четвёртая книги Ваикра (Книга Левит).
Глава читается в 27 или 28 субботу после праздника Симхат Тора, обычно в апреле.
В високосные годы еврейского календаря глава читается отдельно; в обычные годы она читается вместе со следующей главой, Мецора.

## Содержание главы
В недельной главе «Тазриа» изложены законы, определяющие состояние ритуальной нечистоты, вызванной у женщин родами, проказой, а также ритуальной нечистоты одежды из шерсти, льна или кожи.